# NGC 1385
NGC 1385 је спирална галаксија у сазвежђу Пећ која се налази на NGC листи објеката дубоког неба.
Деклинација објекта је - 24° 30' 10" а ректасцензија 3h 37m 28,6s. Привидна величина (магнитуда) објекта NGC 1385 износи 10,9 а фотографска магнитуда 11,6. Налази се на удаљености од 15,147 милиона парсека од Сунца. NGC 1385 је још познат и под ознакама ESO 482-16, MCG -4-9-36, AM 0335-244, IRAS 03353-2439, PGC 13368.